# Palazzo di Cristallo (Petrópolis)
Il Palazzo di Cristallo (Palácio de Cristal in portoghese) un edificio storico della città brasiliana di Petrópolis nello stato di Rio de Janeiro. Venne inaugurato nel 1884.
Ispirato al più celebre Palazzo di Cristallo di Londra e al Palazzo di Cristallo di Porto, l'edificio venne commissionato dal Conte d'Eu, il quale si appoggiò alle officine francesi della Società Anonima Saint-Souver Les Arras per realizzare le componenti della struttura successivamente assemblate in loco.